# 한국등잔박물관
한국등잔박물관은 경기도 용인시 모현읍 능원리에 위치하고 있으며, 한국에 전기가 들어오기 이전 사용한 등잔 테마로 한 박물관이다.

## 개요
1969년 수원에서 고등기전시관으로 시작하여 1997년 9월에 재단법인 한국등잔박물관으로 개관하였고 2년 후 문화재단을 설립하였다. 개인이 설립한 후 박물관을 재단법인화 하면서 사회에 환원한 비영리 공익법인이다. 박물관은 수원 화성의 공심돈을 본떠 건축 되었다.

## 시설
지하 1층에서 지상 3층까지 구성되어 있다. 1, 2층은 상설전시공간으로 1층은 조선시대 양반 집에서 사용하던 생활용품들을 중심으로, 2층에는 선조들이 사용했던 등잔, 등잔대, 촛대, 도자기가 전시 되어있다. 또한 2020년 5월에 경기 민속문화재로 지정된 민속 유물도 전시중이다. 3층은 년 1회 음악회와 세미나가 열리며, 지하층은 교육 진행 및 지역민과의 소통 공간으로 쓰이고 있다. 약 3천 미터 규모의 야외정원 전시장에는 장승, 솟대, 문인석, 정자, 연못이 있다.

## 전시품
초대관장 김동휘와 관장(현) 김형구가 100여년간 모아온 유물을 중심으로 한국등잔박물관에 전시된 등잔 및 모든 민속품들은 모두 대한민국에서 쓰여진 유물이다.

## 갤러리

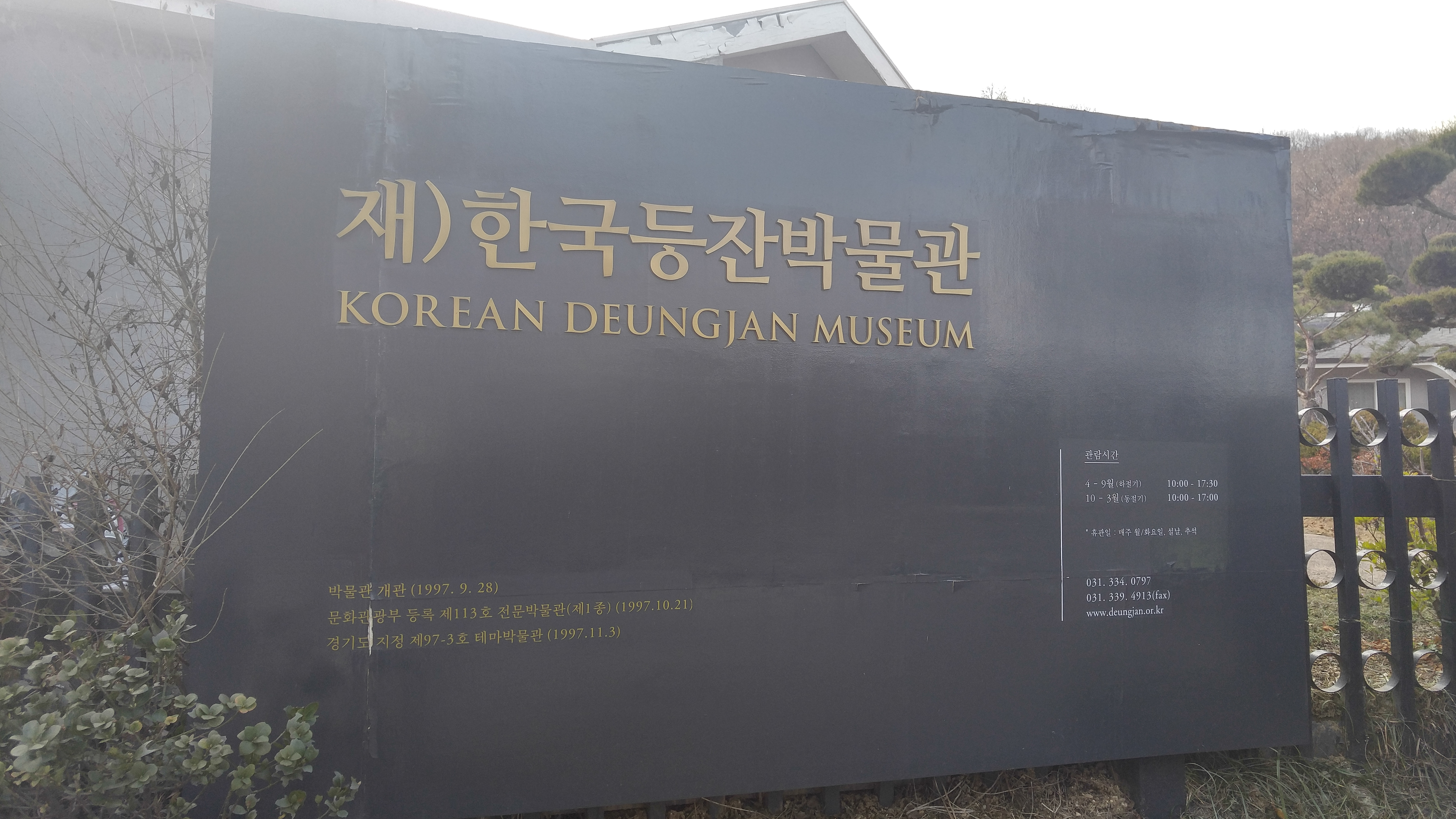
등장 박물관 지주간판
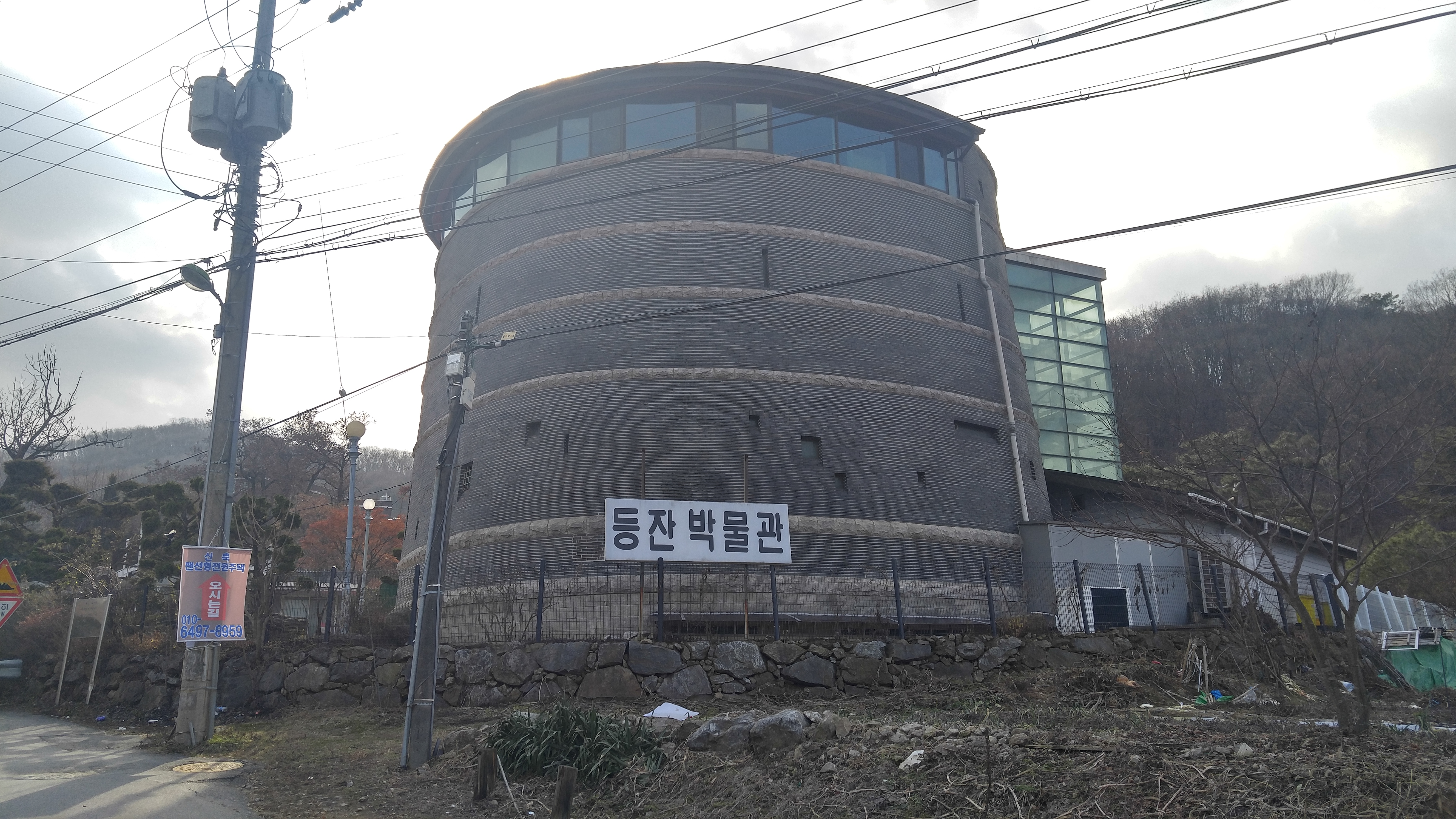
등잔 박물관 외관

## 같이 보기
- 수원 화성